# Anna Golec-Mastroianni
Anna Teresa Golec-Mastroianni (ur. 1975) – polska urzędniczka i dyplomatka, konsul generalna RP w Mediolanie (2022–2024).

## Życiorys
Anna Golec pochodzi z Sopotu. Ukończyła studia na kierunku stosunki międzynarodowe na Uniwersytecie Warszawskim. W latach 2005–2009 pracowała w Konsulacie Generalnym RP w Mediolanie oraz kierowała Wydziałem Ekonomicznym Ambasady RP w Rzymie. Organizowała Pomorską Wystawę na Expo w Mediolanie (2015) oraz misje gospodarcze i wydarzenia promujące Polskę we Włoszech. W latach 2018–2022 prezeska Sopockiej Organizacji Turystycznej. 3 marca 2022 została konsul generalną RP w Mediolanie. Funkcję pełniła do czerwca 2024.
Mówi biegle po angielsku i włosku, a komunikatywnie po francusku i rosyjsku.
Mężatka, matka trojga dzieci.